# Paul Jovet
Paul Albert Jovet (* 18. August 1896 in Paris; † 28. April 1991 in Athis-Mons, Département Essonne) war ein französischer Ökologe und Botaniker. Sein botanisches Autorenkürzel lautet „Jovet“.

## Leben
Jovet entwickelte dank seines Vaters ein großes Interesse für die Insektenkunde und die Botanik. Als der Erste Weltkrieg ausbrach, war er als Lehrer tätig. 1916 wurde er eingezogen, am 11. September 1917 von der Cope 304 evakuiert und bis zum 22. April 1919 im Hilfsdienst eingesetzt. Anschließend arbeitete er bis 1933 erneut als Lehrer in Saint-Denis, dann in Aubervilliers und schließlich in Paris. In der Zwischenzeit legte er erfolgreich das Pädagogische Eignungszertifikat (1919) und das Baccalauréat (1920) ab und begann, das von Gaston Bonnier geleitete Labor für Pflanzenbiologie in Fontainebleau zu besuchen. Auf dessen Rat hin belegte er Lehrgänge an der Sorbonne, wo er 1923 den Bachelor of Science in Naturwissenschaften erwarb. Ab 1921 besuchte er regelmäßig den Lehrstuhl für Phanerogamie am Muséum und nahm an den botanischen Exkursionen von Raymond Benoist und Paul Danguy teil. Im Sommer 1933 konnte er dank eines Stipendiums der Caisse nationale des sciences (ab 1939 Centre national de la recherche scientifique, CNRS) seine Lehrtätigkeit an der Grundschule beenden. Am 1. Dezember 1934 wurde er zum Assistenten am Lehrstuhl für Phanerogamie am Muséum national d’histoire naturelle ernannt. Jovet unterhielt auch enge Beziehungen zu Pierre Allorge, dem Leiter des Lehrstuhls für Kryptogamie, der ihn zu einem Studium der Flora des Baskenlandes sowie der Moose anregte. In den Jahren 1939 bis 1940 arbeitete er in einem militärischen Geologielabor. Während der Besatzung von Paris beteiligte er sich aktiv an der Evakuierung der Sammlungen in die Vororte. Nach dem Krieg bat Jovet um seine Versetzung an den Lehrstuhl für Kryptogamie, die zwar im März 1945 angenommen, jedoch im September 1945, nachdem Roger Heim die Leitung der Abteilung für Kryptogamie übernahm, abgelehnt wurde. Im November 1949 verteidigte er an der Sorbonne seine Dissertation zum Doktor der Naturwissenschaften mit dem Titel Le Valois. Phytosociologie et phytogéographie. Er gründete das Labor des Muséum national d’histoire naturelle in Biarritz, wo er ab dem 21. Oktober 1954 als erster Direktor fungierte. Im März 1957 wurde Jovet zum stellvertretenden Direktor des Laboratoriums für Phanerogamie ernannt.
Auf seinen Antrag hin, richtete das Muséum zwischen 1958 und 1959 (unter der Schirmherrschaft des CNRS) das Centre national de la floristique ein, das sich mit der Flora Frankreichs befasste. Jovet war ab Oktober 1960 dessen Leiter, während er gleichzeitig zum Forschungsdirektor des CNRS ernannt wurde. Seine wichtigsten Mitarbeiter waren Heino Heine und Henriette D. Schotsmann.
Ab August 1966 im Ruhestand, kehrte Jovet regelmäßig zur Arbeit im Labor zurück. Im Jahr 1968 wurde ihm die Ehrenmitgliedschaft im CNRS und im Muséum national d’histoire naturelle verliehen.
Jovet heiratete im Dezember 1939 in zweiter Ehe Suzanne Ast, die 1974 Direktorin des Labors für Kryptogamie wurde. Aus seiner ersten Ehe hatte er eine Tochter namens Cécile.
Jovets botanisches Werk, das 430 Artikel, Anmerkungen und Vorworte umfasst, deckt die Systematik, Floristik und Pflanzensoziologie ab. Sein Forschungsschwerpunkt galt dem Studium der Unkrautpflanzen der sogenannten Brachflächen und allgemein der Flora der urbanisierten Umgebungen, insbesondere von Paris und seinen Vororten. Jovet räumte dem historischen Faktor bei der Analyse der Vegetation einen wichtigen Platz ein. In den 1970er Jahren initiierte er zusammen mit Roger de Vilmorin eine Revision der französischen Flora. 1972 erschien der erste Ergänzungsband zur Reihe Flore descriptive et illustrée de la France, sechs weitere Ergänzungsbände folgten bis 1990. Jovet beteiligte sich auch an der vom CNRS herausgegebenen Carte de la végétation de la France.
Im Labor für Phanerogamie leitete Jovet regelmäßig Exkursionen in das Pariser Becken, aber auch in das Baskenland. Zusammen mit Alicia Lourteig unternahm er eine dokumentarische und historische Recherche über die alten Herbarien des Labors. Auf dem achten internationalen Botanikkongress 1954 in Paris und Nizza war Jovet der Hauptorganisator der Exkursionen im französischen Mutterland.
In Athis-Mons errichteten Suzanne und Paul Jovet einen 1000 m² großen Versuchsgarten.